# Берг, Вернер

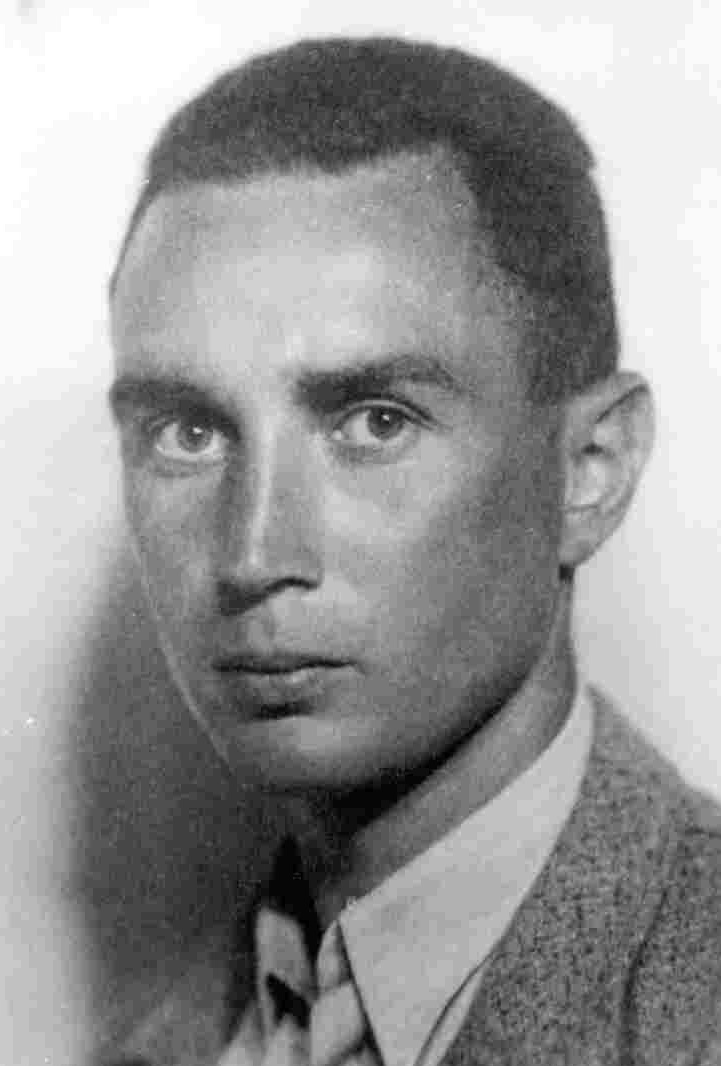
Вернер Берг (1934)

Вернер Берг (нем. Werner Berg, * 11 апреля 1904 г. Вупперталь; † 7 сентября 1981 г. Санкт-Канциан-ам-Клопайнер-Зе, Каринтия) — немецкий и австрийский художник-экспрессионист. Родившись в Германии, с 1931 года жил и работал преимущественно в Австрии.

## Жизнь и творчество
Родился в Вуппертале, в районе Эрбельфельд. Стать художником хотел с самого детства, однако в связи с экономическим кризисом, охватившим бывшие страны «оси» после окончания Первой мировой войны, поступает в Вене для обучения на государственного служащего. Во время учёбы в 1923 году Вернер знакомится со своей соученицей, Амалией Клугер, ставшей позднее его женой. После успешного окончания своего образования В. Берг всё-таки возвращается к своему давнему увлечению и становится художником. В 1927—1928 годы он занимается в венской Академии изящных искусств, а в 1928—1930 годы — в мюнхенской Академии художеств. В 1930 году Берг приобретает совместно со своей женой «Рутархоф», крестьянский хутор в горной части Каринтии, близ границы с Югославией. Художник ведёт здесь совершенно крестьянский уклад жизни и много рисует. Картины В. Берга, созданные в этот период его творчества, неразрывно связаны с сельской жизнью. Часто в своих ранних произведениях он изображает своих подрастающих пятерых детей.
Полотна В. Берга, насыщенные яркими красками, можно смело отнести к произведениям немецкого и австрийского экспрессионизма. Особенно много у них общего с работами Эмиля Нольде и — своими упрощёнными фигуративными формами — с произведениями Паулы Модерзон-Беккер. Его строго-упрощённый, примитивизированный стиль живописи был с приходом к власти в Германии национал-социалистов предан осуждению . В 1935 году выставка работ В. Берга в кёльнском Союзе художников была запрещена полицией, а одна из его картин помещена на организованной в Третьем Рейхе выставке так называемого «Дегенеративного искусства».
Во время Второй мировой войны, находясь в Австрии, В. Берг, дабы избежать отправки в действующую армию, поступает на курсы санитаров. В 1941 году он всё-таки был мобилизован и направлен на службу в Норвегию. Благодаря протекции одного из почитателей своего художественного таланта в штабе армии, В. Берг заступает в Норвегии на должность военного художника. Он много рисует о солдатских буднях в Норвегии и Финляндии, но его работы не находят понимания в нацистской Германии. Выставка его картин о войне, которую попытались провести в Каринтии, не состоялась. Всё же в начале 1944 года в венской галерее «Ленц» проходит выставка пейзажей В. Берга из Скандинавии. После окончания войны, в звании старшего ефрейтора и кратковременного пребывания в лагере для военнопленных в Хамаре, В. Берг возвращается в Каринтию. Во время войны при одной из бомбёжек в Вуппертале был разрушен родной дом художника и погибла его сестра.
Несмотря на свою склонность к упрощению формы и стилизации, усилению в рисунке роли контурной линии, В. Берг остаётся верен фигуративной живописи. Большую роль в его послевоенных работах имеет игра света, освещённость изображаемых предметов и событий вообще. Многие поздние работы его возникли из эскизов, набросанных при случае за кратчайшее время художником и отражавших события, происходившие в окрестностях его «Рутархофа». Героями его полотен становятся местные жители, говорящие по-словенски обитатели сельских районов Каринтии — пассажиры автобусов, крестьяне, верующие в церкви, гости на ярмарке и т. п. Современная ему критика называет стиль художника «магическим реализмом». В. Берг писал пейзажи, натюрморты, жанровые сценки, животных и птиц, а также портреты.
Несмотря на то, что художник после войны ведёт на своём «Рутархофе» довольно замкнутый образ жизни, в 1947 году он становится членом венского Союза живописцев. В 1950 году он принимает участие в венецианском Биеннале. В 1956 году в галерее Бельведер в Вене проходит обширная выставка работ Вернера Берга. В 1961 году подобная ей выставка походит в Мюнхене, в галерее «Ленбах-хаус». В 1968 году в городе Блейбург открывается галерея Вернера Берга. В 2005 году, к столетию художника в галерее Бельведер в Вене проходит юбилейная ретроспективная выставка его произведений.

## Дополнения
- Работы Вернера Берга